# Томашевский, Сергей Петрович
Серге́й Петро́вич Томаше́вский (1854—1916) — дерматовенеролог, заслуженный профессор Киевского университета.

## Биография
Православный. Из потомственных дворян Черниговской губернии. Сын уездного врача Петра Яковлевича Томашевского.
По окончании Императорской медико-хирургической академии в 1876 году, был оставлен при ней для усовершенствования и определен ординатором в дерматологическую клинику. Под руководством профессора В. М. Тарновского выполнил диссертацию «О влиянии вырезывания первичного сифилитического затвердения на дальнейшее течение сифилиса», по защите которой в 1883 году был удостоен степени доктора медицины и назначен ассистентом профессора Тарновского.
В 1887 году был избран приват-доцентом университета Св. Владимира по кафедре накожных и сифилитических болезней. В 1898 году, после смерти М. И. Стуковенкова, был назначен экстраординарным профессором по этой кафедре, а в 1902 году утвержден ординарным профессором. В 1900 году по его инициативе при университете было учреждено Киевское сифилидологическое и дерматологическое общество, а также по его указаниям выстроено новое здание для госпитальной дерматологической клиники. В 1907 году был награждён чином действительного статского советника, а в 1912 году удостоен звания заслуженного ординарного профессора.
Стал одним из основателей и первым директором медицинского отделения при Высших женских курсах в Киеве, в 1916 году преобразованного в Киевский женский медицинский институт. Владел каменным домом в Киеве, избирался гласным городской думы.
Умер 8 марта 1916 года. Был похоронен на Аскольдовой могиле. Был женат, имел двух дочерей.

## Награды
- Орден Святой Анны 2-й ст. (1896)
- Орден Святого Владимира 4-й ст. (1902)
- Орден Святого Владимира 3-й ст. (1912)
- Орден Святого Станислава 1-й ст. (1913)

- медаль «В память русско-турецкой войны 1877—1878 гг.»

## Сочинения
- О влиянии вырезывания первичного сифилитического затвердения на дальнейшее течение сифилиса. — Санкт-Петербург, 1883.
- Исторический очерк учения о сифилитическом яде. — Киев, 1887.